# Ghost Mamma
Pour plus de détails, voir Fiche technique et Distribution.
Ghost Mamma (고스트 맘마) est un film sud-coréen réalisé par Han Ji-seung, sorti en 1996.

## Synopsis
Le film raconte l'histoire d'un couple heureux, Ji-seok et In-ju, qui vivent avec leur fils Dabin jusqu'à un tragique accident qui cause la mort d'In-ju après un an de coma. Ji-seok tente de se suicider, mais In-ju lui rend visite sous la forme d'un fantôme pour le réconforter.

## Fiche technique
- Titre : Ghost Mamma
- Titre original : 고스트 맘마
- Réalisation : Han Ji-seung
- Scénario : Han Ji-seung et Yeo Hye-yeong
- Musique : Ji-hong Ahn
- Photographie : Kwang-Seok Jeong
- Montage : Kim Hyeon
- Production : Ki-seong Hwang
- Société de production : Hwang Ki-seong Productions
- Pays :  Corée du Sud
- Genre : Drame et fantastique
- Durée : 105 minutes
- Dates de sortie : 
  -  Corée du Sud : 21 décembre 1996

## Distribution
- Choi Jin-sil : In-ju
- Kim Seung-woo : Ji-seok
- Park Sang-ah : Seo Eun-sook
- Kwon Hae-hyo
- Lee Beom-su
- Han Seong-sik
- Kim Bo-sung
- Park Young-hoon
- Jeon Soo-kyung

## Distinctions
Le film a été nommé pour le Blue Dragon Film Award du meilleur film.